# أبزاك (جيروند)
أبزاك (بالإنجليزية: Abzac, Gironde)‏ هي بلدية في فرنسا وتقع في Canton of Coutras يقدر عدد سكانها بـ 1,739 نسمة و مساحتها 13.44 كم2 وترتفع عن مستوى سطح البحر 55 متر.